# رينيه إليز جولدسبري
رينيه إليز جولدسبري (بالإنجليزية: Renée Elise Goldsberry)‏ هي ممثلة أمريكية، ولدت في 2 يناير 1971 بسان خوسيه في الولايات المتحدة. من الجوائز التي نالتها جائزة توني لأفضل ممثلة في مسرحية موسيقية ‏ سنة 2016.

## أعمال

### أفلام
- (2014) كل شيء خفي
- (2015) الأخوات[7]
- (2018) البيت مع الساعة على جدرانه[8]

### مسلسلات
- ذا غود وايف

### مسرحيات
- هاميلتون

## جوائز
- جائزة توني لأفضل ممثلة في مسرحية موسيقية [الإنجليزية]‏ (2016)

## وصلات خارجية
- رينيه إليز جولدسبري على موقع IMDb (الإنجليزية)
- رينيه إليز جولدسبري على موقع ألو سيني (الفرنسية)
- رينيه إليز جولدسبري على موقع ميوزك برينز (الإنجليزية)
- رينيه إليز جولدسبري على موقع أول موفي (الإنجليزية)
- رينيه إليز جولدسبري على موقع قاعدة بيانات برودواي على الإنترنت (الإنجليزية)
- رينيه إليز جولدسبري على موقع قاعدة بيانات الفيلم (الإنجليزية)
- رينيه إليز جولدسبري على موقع كينوبويسك (الروسية)